# Кертин, Джим
Джим Кертин (англ. Jim Curtin; род. 23 июня 1979, Oreland, Пенсильвания) — американский футболист, выступавший на позиции защитника; тренер.

## Карьера игрока
Учился в Университете Виллановы по специальности «Финансы», играл за команду этого учебного заведения, именуемую «Вилланова Уайлдкэтс» («Дикие коты»), в студенческой лиге, получил звание новичка года конференции Биг Ист, дважды включался в первую символическую сборную конференции Биг Ист.
В 2001 году был выбран в 3-м раунде драфта MLS клубом «Чикаго Файр». В первом своём профессиональном сезоне попадал в состав регулярно, проведя 18 игр. В сезоне 2002 Кертин стал игроком основного состава «Чикаго», проведя 24 игры. В 2002—2003 гг. напарником Кертина по игре в центре обороны был Карлос Боканегра, а после продажи Боканегры Кертин стал лидером обороны чикагской команды. Выиграл в составе «Файр» два Кубка США и регулярное первенство MLS. В 2006—2007 гг. пропустил много игр из-за травм.
В 2008 году Кертин перешёл в «Чивас США» за драфт-пик. В сезоне 2009 провёл всего три матча в лиге, в январе 2010 года был отчислен из клуба.

## Карьера тренера
29 ноября 2012 года Кертин вошёл в тренерский штаб «Филадельфии Юнион» в качестве ассистента главного тренера Джона Хакуорта. 10 июня 2014 года Хакуорт был уволен и Кертину было поручено исполнять обязанности главного тренера. 7 ноября 2014 года Кертин был назначен главным тренером на постоянной основе.

## Семья
Брат Джефф также был футболистом, но не смог проявить себя и рано завершил карьеру. Жена Джен, сын Майлз, дочери Райан и Эвери.

## Достижения
Командные
- Победитель Открытого кубка США: 2003, 2006
- Победитель регулярного чемпионата MLS (Supporters’ Shield): 2003

Индивидуальные
- Участник Матча всех звёзд MLS: 2004[10]
- Тренер года: 2020, 2022